# Tuʻi Tonga
Tuʻi Tonga ist eine Stammlinie von Königen von Tonga, die bis ins 10. Jahrhundert zurückreicht. Sie beginnt mit dem mythischen König ʻAhoʻeitu; die Linie verlor die Macht im 15. Jahrhundert an die Tuʻi Haʻatakalaua und starb aus mit Laufilitonga 1865. Es gibt heute Abkömmlinge in der Häuptlingslinie der Kalaniuvalu.
Die Tradition zählt 39 Titelinhaber, aber es gibt auch eine alternative Liste mit 48 Namen.
1. ʻAhoʻeitu – göttlicher Ahne, um 900 n. Chr., lebte zuerst in Popua, später in anderen Orten des Distrikt Hahake, unter anderem in Toloa bei Fuaʻamotu
2. Lolofakangalo
3. Fangaʻoneʻone
4. Līhau
5. Kofutu
6. Kaloa
7. Maʻuhau – Wohnsitz in Lavengatonga
8. ʻApuanea
9. ʻAfulunga
10. Momo – heiratete Nua, die Tochter von Loʻau, aus der Tuʻi Haʻamea. Damit entstand das Tongaische Imperium. Königshof in Heketā bei Niutōua.
11. Tuʻitātui – um 1100 n. Chr., erweiterte den Königshof, baute den Haʻamonga ʻA Maui; erneuerte das Fale Fā (Haus der Vier, königliche Ratgeber und Wächter); sein Stiefbruder Fasiʻapule wurde Regent.
12. Talatama – verlegte die Residenz nach Lapaha; starb ohne Nachkommen
13. Tuʻitonganui ko e Tamatou Vater von Talaihaʻapepe aus dynastischen Gründen
14. Talaihaʻapepe – Bruder von Talatama
15. Talakaifaiki – um 1250; Verlust von Samoa aufgrund seiner Grausamkeit. Die neuen Herrscher in Samoa wurden die Malietoa.
16. Talafāpite
17. Tuʻitonga Maʻakitoe
18. Tuʻitonga Puipui
19. Havea I – ermordet
20. Tatafuʻeikimeimuʻa
21. Lomiʻaetupuʻa
22. Havea II – ermordet durch Tuluvota von Fidschi
23. Takalaua – ermordet von Tamasia und Malofafa von ʻUvea und Futuna beim Baden im Tolopona Fluss bei Alakifonua; harter Herrscher, Beginn von politischen Unruhen
24. Kauʻulufonua I – um 1470, verfolgte die Mörder seines Vaters von Tongatapu über ʻEua, Haʻapai, Vavaʻu, Niua, Niue, Fidschi, Samoa und nahm sie letztlich auf ihrer Heimatinsel ʻUvea-Futuna fest. Nach der Rückkehr nach Muʻa tötete er sie in einem barbarischen Spektakel (er schlug ihnen die Zähne aus, ließ sie Kava kauen und verschlang sie). Daher bekam er den Spitznamen fekai. Er begründete eine neue Dynastie mit seinem jüngeren Bruder Moʻungāmotuʻ, die Tuʻi Haʻatakalaua. Diese neue Dynastie war für die Tagesgeschäfte zuständig, während die Tuʻi Tonga vergöttlicht wurde und nur noch zeremoniell fungierte.
25. Vakafuhu – hielt sich wegen der Tuʻi Haʻatakalaua von Tonga fern, lebte in Sāmoa.
26. Puipuifatu – auf Sāmoa, versuchte Vavaʻu zu erobern, um seiner Dynastie wieder zur Macht zu verhelfen
27. Kauʻulufonua II – in Sāmoa
28. Tapuʻosi – kehrte nach Muʻa zurück. Seither fungierte die Tuʻi Tonga als Hohepriester ohne weltliche Macht.
29. ʻUluakimata I – (auch: Teleʻa), Erbauer des größten langi auf Tongatapu
30. Fatafehi – um 1600, heiratete eine Tochter aus der Tuʻi Haʻatakalaua, die Tochter von Moʻunga ʻo Tonga, damit begründete er eine Tradition, die die beiden Tui über Generation vereinigen sollte. Seine Schwester heiratete einen Fidschianer, wodurch die Blickrichtung von Sāmoa nach Fidschi wechselt. Er wurde auch Samoa tätowiert und erhielt den Spitznamen Fakauakimanuka (Zweimal Manuʻa).
31. Kauʻulufonua III – traf 1643 auf Abel Tasman
32. ʻUluakimata II
33. Tuʻipulotu (I) ʻilangi Tuʻofefafa – die Hauptfrau der Tuʻi Tonga (moheofo) wurde seither aus dem Clan der Tuʻi Kanokupolu erwählt, anstatt aus den Tuʻi Haʻatakalaua, nachdem es einen Machtwechsel gegeben hatte.
34. Fakanaʻanaʻa
35. Tuʻipolutu (II) ʻilangi Tuʻoteau
36. Paulaho – Fuanunuiava, die Machtwechselzeremonie 1777 wurde von James Cook beobachtet; es folgte ein Bürgerkrieg
37. Maʻulupekotofa – der ältere Bruder von Paulaho, löste einige religiöse Tabus ab.
38. Fuanunuiava – übernahm die Macht um 1795 von seinem Onkel; schloss sich im Bürgerkrieg 1799 Fīnau ʻUlukālala an; starb 1810.
39. Laufilitonga – (* um 1798; † 1865) zum Zeitpunkt des Todes seines Vaters zu jung um Tuʻi Tonga zu werden. Der Titel hatte zu der Zeit schon alles Prestige verloren. Er versuchte gewaltsam an die Macht zu kommen, verlor aber in der Schlacht von Velata auf Lifuka 1826 gegen Tāufaʻāhau (George Tupou I.); wurde 1827 zusammen mit dem Tuʻi Kanokupolu zum Spott als Tuʻi Tonga eingesetzt ohne politische oder religiöse Funktion. Mit seinem Tod wurde der Titel abgeschafft.